# 臺北市立關渡醫院
臺北市立關渡醫院（英語：Taipei Municipal Guandu Hospital），是臺北市政府於關渡地區所設立的一所市立醫院，1999年館舍竣工，2000年7月22日開幕啟用，以慢性病醫療為醫院發展重點。自啟用起即委託臺北榮民總醫院經營，為臺北市第二家委外經營的市立醫院，也是唯二未併入臺北市立聯合醫院的臺北市立醫院之一。

## 院史
- 1993年，臺北市立關渡慢性病醫院開工，由衛生局游榮輝技正擔任籌備執行祕書，負責醫院興建事宜。
- 1998年，醫院館舍上大樑，同時臺北市立關渡慢性病醫院更名為臺北市立關渡醫院。
- 1999年，關渡醫院館舍竣工，並決定經過公開甄選委外經營。
- 2000年2月14日臺北市政府委託臺北榮民總醫院經營關渡醫院，雙方進行簽約典禮，由張茂松院長代表與市府簽訂契約書 。
- 2000年2月18日，關渡醫院委外經營合約，經法院公證正式生效。
- 2000年4月1日於關渡里民活動中心辦理開辦說明會，與北投地方耆老、里長及居民等進行溝通及交換意見。
- 2000年7月22日，關渡醫院正式開幕啟用，成為臺北市第二家委外經營的市立醫院。
- 2009年1月8日，臺北市（政府）與臺北榮民總醫院續約。
- 2009年2月18日，關渡醫院第二期委託經營契約生效。

## 組織[1]

### 院本部
- 院長
- 醫療副院長
- 行政副院長

### 業務單位
- 醫務部暨慢性病照護中心

1.一般科
2.家庭醫學科
3.神經醫學科
4.復健醫學科
5.身心科
6.腎臟科
7.胸腔科
8.加護中心
9.新陳代謝科
10.放射線科
11.牙科
12.中醫科
13.胃腸科
14.心臟科
15.老年醫學科
16.急診室
17.健檢及臨床檢查中心
18.日間病房
19.復健治療中心
20.血液透析中心
21.慢性呼吸器依賴病房
- 護理部暨長期照護中心

1.臨床護理科
2.長期照護中心
3.護理之家
4.個案管理組
5,居家護理組
6.居家長照機構
7.社區衛生組 8.專科護理組
- 檢驗科

1.藥劑科
2.職業安全衛生室

### 行政中心
- 醫務行政組
- 資訊組
- 會計組
- 資材組
- 事務組
- 工務組
- 人力資源組企劃品質組
- 社工組
- 營養組

### 各委員會
- 勞工退休金監督委員會
- 人事評議委員會
- 職業安全衛生委員會
- 藥事委員會
- 感染管制委員會
- 輸血委員會
- 病歷管理暨電子病歷推動委員會
- 生物安全會
- 醫學倫理委員會
- 病人安全暨醫療品質委員會
- 資訊安全暨個人資料保護委員會
- 教育訓練委員會
- 健康促進委員會
- 出院準備暨長照委員會
- 性騷擾防制申訴委員會
- 醫療爭議處理委員會
- 社會服務暨醫療救助基金管理委員會
- 網站暨關渡人月刊編輯委員會
- 危機管理委員會
- 加護病房暨急重症管理委員會
- 醫療設備暨器材審議會

## 歷任院長
| 任次 | 姓名   | 就職時間 | 卸任時間 |
| ---- | ------ | -------- | -------- |
| 1    | 蔡世滋 | 2000/7   | 2002/9   |
| 2    | 王聖賢 | 2002/9   | 2003/5   |
| 3    | 彭瑞鵬 | 2003/5   | 2003/7   |
| 4    | 王聖賢 | 2003/7   | 2010/7   |
| 5    | 吳進安 | 2010/7   | 2014/1   |
| 6    | 黃炳勳 | 2014/1   | 2017/1   |
| 7    | 陳昌明 | 2017/1   | 2021/1   |
| 8    | 陳亮恭 | 2021/3   | 迄今     |

## 社區醫療工作
關渡醫院為社區型醫院，秉持「社區健康」的理念，以發展優質長期照護及社區醫療為目的，所推行之活化社區工作包括：
1. 開辦青少年身心靈健康服務、協助校園菸害及毒害防治、推行健康飲食文化、宣導「要活就要動」觀念。
2. 培訓在地居民作為社區保健志工，參與社區活動和社區長者、獨居老人及弱勢家庭訪視工作，並協助關渡醫院醫護人員進行健康議題宣導。
3. 成立「關渡關懷站」，每週一次為60歲以上長者提供各項休閒活動，和簡易健康篩檢、醫護及藥師的健康諮詢等照護服務。
4. 建立傳染病防治資訊網絡，推展傳染病防疫資訊。
5. 與北投區7個社區團體合作推動「北投社區健康關懷服務合作計畫」。

## 無片化網路系統
關渡醫院掛號、檢驗（查）及看診均採無片化網路系統，一貫電腦作業流程以縮短門診時間。
1. 民眾可在就醫前二個月，先以網路、語音或人工預約方式進行，約診當天依時至診間報到，看診時醫師直接線上開立處方，不需調閱病歷。
2. 看診後病患可持檢查（驗）單至檢查室檢查，病患結束看診，直接櫃檯批價、藥局領藥。
3. 所有檢驗儀器都與醫療資訊系統連線，檢驗結果數值直接傳輸至醫療資訊系統。
4. 受檢者做完X光、電腦斷層、超音波、腸胃道透視等檢查後，醫師在診間及病房電腦上，即可擷取影像，有別於傳統流程。
5. 以光纖網路連線台北榮總，兩院間影像互擷、互傳，病患就醫可兩院互通。

## 國際合作
| 年份 | 合作單位                                           |
| ---- | -------------------------------------------------- |
| 2023 | 日本國立長壽醫療研究中心以及東京大學參訪           |
| 2023 | 美國伊利諾大學香檳分校參訪                         |
| 2020 | 中華人民共和國四川省廣元市中心醫院參訪             |
| 2020 | 中華人民共和國四川省省西南科大學附屬中醫院醫事參訪 |
| 2020 | 中華人民共和國四川省省西南科大學附屬中醫院醫事參訪 |
| 2020 | 中華人民共和國四川省遂寧市暨射共市中醫院院參訪     |
| 2020 | 中華人民共和國四川省自貢市第一人民醫院參訪         |
| 2020 | 中華人民共和國四川省省西南科大學附屬中醫院醫事參訪 |
| 2019 | 中華人民共和國四川省自貢市第一人民醫院參訪         |
| 2019 | 中華人民共和國四川省自貢第四人民醫院參訪           |
| 2019 | 中華人民共和國四川省省眉山市人民醫院參訪           |
| 2019 | 中華人民共和國四川省省樂山市人民醫院參訪           |
| 2019 | 中華人民共和國四川省省遂寧市參訪                   |
| 2018 | 中華人民共和國四川省省自貢市第一醫院參訪           |
| 2018 | 中華人民共和國四川省西南醫科大附屬醫院參訪         |
| 2018 | 中華人民共和國四川省廣元人民第一醫院參訪           |

## 獲獎事蹟
| 年份 | 獲獎項目 |
| ---- | --- |
| 2019 | 榮獲台北政府社會局社區整合照顧服務(北投區石頭湯)評鑑優等 |
| 2019 | 衛生福利部國民健康署"2018阿公阿嬤活力秀比賽"榮獲四冠王 |
| 2019 | 榮獲臺北市衛生局頒發107年度兒童發展篩檢疑似異常通報轉介獎 |
| 2019 | 榮獲107年度臺北市糖尿病共同照護網 1.整體品質獎 2.計畫執行成果-佳作 3.機構創新特色-優等獎 4..黃維人醫師榮獲-品質績優卓越獎 |
| 2019 | 榮獲臺北市政府衛生局「107年度醫療院所結核病提升計畫潛伏結核感染治療區域及地區醫院」-優等 |
| 2019 | 榮獲臺北市政府衛生局107年度醫療安全督導考核作業考評-特優 |
| 2019 | 榮獲107年戒菸績優醫事機構之績優獎及進步獎 |
| 2019 | 關渡關懷站(關渡樂齡)參加108年度北投區阿公阿嬤健康活力秀比賽榮獲樂活獎第一名 |
| 2019 | 關渡關懷站(關渡樂齡)參加2019衛生福利部國民健康署舉辦樂齡好漾阿公阿嬤健康活力秀榮獲金牌獎 |
| 2019 | 台灣安寧緩和護理學會2019年度品質提升改善案競賽佳作-「運用工作簡化改善某社區醫院安寧病房管制藥品管理滿意度」 |
| 2019 | 營養組榮獲108年度衛生管理分級評核「優等」 |
| 2019 | 第十一屆「TCHA 醫院品質提升競賽成果發表會」榮獲1金1銅5佳作4入選及1潛力獎 |
| 2019 | 榮獲醫策會頒發「108年病人安全週-病人安全我會應」動員獎及創意獎 |
| 2020 | 榮獲臺北市政府衛生局108年度醫療安全督導考核作業考評-特優 |
| 2020 | 榮獲108年度臺北市糖尿病共同照護網 1.整體品質獎 2.護眼貢獻獎 |
| 2020 | 職安室張繼仁代理主任，榮獲臺北市政府勞動局頒發「108年度臺北市勞動安全獎優良人員」。 |
| 2020 | 本院胸腔科張孫貽主任榮獲臺北市醫療院所結核病防治品質提升計畫績優醫師。 |
| 2020 | 榮獲「108年臺北市戒菸服務績優醫事機構績優獎及進步獎」，並參與無菸醫院服務品質提升計畫。 |
| 2020 | 本院心臟內科段大全主任榮獲國軍退除役官兵輔導委員會109年優良醫師。 |
| 2020 | 109年提升糖尿病健康促進機構照護品質計畫之執行成果榮獲佳作。 |
| 2020 | 榮獲衛福部108年「醫事機構戒菸服務補助計畫-戒菸服務品質改善措施」績優醫事機構、戒菸成功王。 |
| 2020 | 榮獲醫策會頒發「109年病人安全週-為病安發聲」動員獎及機構組創意獎。 |
| 2020 | 榮獲台灣腎臟醫學會109年「腎臟病健康促進機構照護品質提升獎勵計畫」佳作。 |
| 2020 | 獲衛福部疾管署109年「實驗室傳染病自動通報系統資料品質評比區域/地區醫院組」甲等獎。 |
| 2020 | 參加醫策會109年度「根本原因分析(RCA)案例徵求活動」錄取一篇優秀作品。 |
| 2020 | 榮獲臺北市政府衛生局「109年度兒童發展篩檢疑似異常通報轉介」績優獎。 |
| 2020 | 榮獲臺北市政府衛生局頒發四癌篩檢陽追王。 |
| 2021 | 新陳代謝科榮獲衛生福利部國民健康署「110年提升糖尿病健康促進機構照護品質計畫之機構創新特色」佳作。 |
| 2021 | 新陳代謝科榮獲衛生福利部國民健康署「110年提升糖尿病健康促進機構照護品質計畫之執行成果」佳作。 |
| 2021 | 榮獲臺北市政府衛生局110年度傳染病相關業務-醫院督導考核之「潛伏結核感染治療比率」獲評A。 |
| 2021 | 第12屆「TCHA醫院品質提升暨海報競賽成果發表會」，5件投稿於45(含)床以下組榮獲佳績 -藍正賢「綠色醫院氣候行動-醫院蒸氣與熱水的減碳節費成效」銀牌 -蔡文惠「人事出勤、加班補休作業導入資訊化之成效」佳作 -林恬安「運用PDCA提升某護理機構住民壓力損傷癒合率」潛力獎 -楊宜靜「應用監控TLIS指標提升門診病人危險值通報回覆率」入選 -鍾瑞惠「疫情期間運用組合式模組提升環境清潔品質成效經營管理組」佳作 |
| 2021 | 病房書記楊正環、王馨禾榮獲行政院主計總處「109年人口及住宅普查」普查員特優獎 |
| 2021 | 信義房屋「疫情下互助共生作法大募集」徵選活動 -護理部投稿作品：「三級警戒下如何協助個案更換管路」榮獲每週之星殊榮 -護理部投稿作品：「關渡有愛~~當我們同在「疫起」時」榮獲入選殊榮。 |
| 2021 | 榮獲臺北市政府衛生局暨社團法人台北市護理師護士公會『績優護理人員獎』。 -護理部專科護理組吳雅慧 -專科護理師/居家護理組陳怡君護士 |
| 2021 | 中華民國護理師護士公會全國聯合會「防疫健康新生活˙大家疫起來運動」影片徵選活動，護理部投稿作品「再見可樂娜防疫隊」榮獲佳作獎。 |
| 2021 | 護理部黃佳雯護理師榮獲社團法人台北市護理師護士公會『績優護理人員獎』。 |
| 2022 | 榮獲臺北榮民總醫院「2022青創提案大賽」 -檢驗科「貼心抽血，個人化履歷服務」榮獲優秀獎 -護理部「疫起雲科技，關渡新生活」榮獲佳作獎。 |
| 2022 | 行政中心蔡文惠主任榮獲消防署頒發111年優良防火管理人。 |
| 2022 | 榮獲國民健康署頒發111年健康醫院精進健康促進品質優良獎。 （页面存档备份，存于） |
| 2022 | 本院黃詩陵社工師於國際身心障礙者日，榮獲台北市社工局身心障礙跨專業績優人員。 |
| 2022 | 本院胸腔科高建華醫師榮獲國軍退除役官兵輔導委員會頒發「111年退輔會北區醫療及安養機構優良醫師」。 |
| 2022 | 榮獲2022第二屆數位轉型鼎革獎「精銳獎首獎」。 （页面存档备份，存于） |
| 2022 | 本院放射科袁維新主任榮獲109年癌症防治績優醫療院所「防癌尖兵獎」。 |
| 2022 | 入圍2022《哈佛商業評論》全球繁體中文版數位轉型鼎革獎「綜合數位轉型──服務業組精銳獎」、「數位轉型領袖獎（中小型企業）」。 |
| 2022 | 榮獲110年臺北市糖尿病照護品質提升獎勵-「糖尿病共同照護網照護金糖獎」 |
| 2022 | 榮獲臺北市政府衛生局暨社團法人台北市護理師護士公會頒發『績優護理人員獎』。 c護理部長照科張蘇鈺主任 -護理之家葉曉蒨護理長 -急診室徐沐恩護理師 |
| 2022 | 榮獲國軍退除役官兵輔導委員會111年所屬醫療及安養機構優良護理人員。 -護理部專科護理組曾兆英專科護理師 -洗腎室郭怡屏護理師 |
| 2022 | 榮獲衛生福利部-國民健康署健康職場認證健康促進標章(111~113)。 |
| 2022 | 本院黃德慧護理長榮獲110年度績優護理人員。 |